# 千間台西
千間台西（せんげんだいにし）は、埼玉県越谷市の町名。現行行政地名は千間台西一丁目から六丁目。住居表示未実施地区。郵便番号は343-0041。

## 地理
埼玉県の東部地域で、越谷市の北部に位置する。せんげん台パークタウンの都市開発に伴い誕生した街である。北部は春日部市千間、大枝に接する。北側を新方川、南側を須賀用水が流れる。

## 歴史
- 1981年（昭和56年）12月19日 - 前日に千間台土地区画整理事業の換地処分が完了し、大字恩間、大字上間久里、大字大竹、大字大道、大字三野宮の各一部から千間台西一丁目〜六丁目が成立[4]。

## 世帯数と人口
2022年（令和4年）1月1日現在の世帯数と人口は以下の通りである。
| 町丁           | 世帯数    | 人口     |
| -------------- | --------- | -------- |
| 千間台西一丁目 | 1,657世帯 | 3,361人  |
| 千間台西二丁目 | 1,074世帯 | 2,091人  |
| 千間台西三丁目 | 1,549世帯 | 3,232人  |
| 千間台西四丁目 | 945世帯   | 2,223人  |
| 千間台西五丁目 | 1,302世帯 | 2,708人  |
| 千間台西六丁目 | 999世帯   | 2,194人  |
| 計             | 7,526世帯 | 15,809人 |

## 小・中学校の学区
市立小・中学校に通う場合、学区（校区）は以下の通りとなる。
| 番地 | 小学校               | 中学校               |
| ---- | -------------------- | -------------------- |
| 全域 | 越谷市立千間台小学校 | 越谷市立千間台中学校 |

## 交通

### 鉄道
- 東武伊勢崎線（東武スカイツリーライン）「せんげん台駅」

### 道路
地内に国道および主要地方道・一般県道は通っていない。
- くすの木通り
- 中堀通り

## 施設
- せんげん台パークタウン（都市再生機構）
- 越谷千間台東郵便局
- 稲荷神社

### 公園
- 千間台第二公園
- 千間台第三公園
- 千間台第四公園
- 千間台第五公園
- せんげん堀公園

※ 千間台第一公園は千間台東に立地する。